# Сеннянское сельское поселение
Сеннянское сельское поселение — упразднённое муниципальное образование в составе Ершичского района Смоленской области России.
Административный центр — деревня Лужная.
Образовано законом от 2 декабря 2004 года. Упразднено законом от 25 мая 2017 года с включением всех входивших в его состав населённых пунктов в Кузьмичское сельское поселение.

## Географические данные
- Общая площадь: 61,31 км²
- Расположение: западная часть Ершичского района
- Граничит:
  - на востоке и юго-востоке — с Кузьмичским сельским поселением
  - на юго-западе и западе — с Беларусью
  - на севере — с Беседковским сельским поселением
- Крупные реки: Беседь.

## Население
| 2011 | 2012 | 2013 | 2014 | 2015 | 2016 | 2017 |
| ---- | ---- | ---- | ---- | ---- | ---- | ---- |
| 166  | ↗176 | ↘164 | ↘161 | ↘154 | ↗157 | ↘149 |

## Населённые пункты
На территории поселения находилось 7 населённых пунктов.
- Лужная, деревня
- Малый Бобрывец, деревня
- Мацилевка, деревня
- Новая Мацилевка, деревня
- Новая Сенная, деревня
- Пехтери, деревня
- Старая Сенная, деревня

## Экономика
Сельхозпредприятия, магазины.